# Just Like a Pill
«Just Like a Pill» (с англ. — «Совсем как наркотик») — это поп-рок-песня американской певицы Pink. Она была написана и продюсирована Далласом Остином и Pink для её второго студийного альбома Missundaztood. Слова песни об избавлении мучительных отношений, с подтекстом о зависимости от наркотиков.
Песня была выпущена по всему миру третьим синглом с альбома Missundaztood в июне 2002 и имела коммерческий успех, достигнув пика на 8 строке в Billboard Hot 100 в США. Она также была хорошо принята в международном масштабе, став её первым синглом номер один в UK Singles Chart и достигла топ-10, в других странах: Ирландии, Франции, Нидерландах и Швеции.

## Предпосылка и написание
«Just Like a Pill» была написана P!nk с помощью Далласа Остина, который также продюсировал и сделал музыкальную аранжировку для песни. Pink сказала в интервью, что «Just Like a Pill» показывает ту «часть себя, которой она является», ссылаясь на её документальные проблемы с наркотиками.

## Отзыв

### Реакция критиков
Песня, в общем, была хорошо принята современными музыкальными критиками. NME назвал её «третьим лучшим треком с её убойного последнего альбома». Роберт Лакетт из Drowned In Sound прокомментировал, что это «очаровательная запись…это запись о грани, типа горшочка с варевом, которое вот-вот выльется через край, вибрации могут выплеснутся в любую минуту». Он также написал «она повинуется хорошо отполированным правилам для хита Поп Индустрии». Тодд Бернс из Stylus Magazine в его обзоре альбома сравнил «Just Like a Pill» с другими синглами с альбома «Don't Let Me Get Me» и «Get the Party Started», написав «Гитары… звучат намного больше интегрированными в работу и полные работы песни намного лучше».
Песня была включена в окончательный список Digital Spy как номинант на лучшую песню 2002 года, закончив на третьем месте по итогам голосования с песней Red Hot Chili Peppers «By the Way» и песней Liberty X «Just a Little».

### Появление в чарте
В Австралии песня была только радио синглом, в поддержку продаж альбома. Хотя она и была радиохитом #1, физический релиз никогда не производился. В конце июня 2009, песня попала в чарт на #97 по скачиваниям, в основном из-за национального тура Pink.

## Клип
Режиссёром клипа для «Just like a Pill» стал Фрэнсис Лоуренс для LaFace Records. Клип к песне значительно отличается от предыдущих клипов Pink. «Get the Party Started» и «Don’t Let Me Get Me» были более светлыми по своей природе, чем в темной атмосфере, как отражено в клипе «Just like a Pill», к примеру, тот факт, что Pink можно увидеть в чёрном одеянии на протяжении всего клипа. В первой сцене Pink лежит на полу. В припеве она поет перед группой. Также она появляется в сцене с белыми кроликами по всей комнате, а в другой сцене, она показана со слоном. Есть также сцены, где Pink поет перед и среди различных людей. Во второй половине клипа, она бежит по холлу, поя песню, потом исчезает в ярком дверном проеме в конце клипа.
В клипе Pink сидит перед слоном. После того, как слон был на съемках, она увидела жестокое обращение и неволя, в котором находилось животное. «Pink узнала о жестоком обращении с пленными слонами, когда дрессировщик привел одного на съемки её клипа „Just like a Pill“ она увидела, что что-то не так, и позвала нас узнать больше об этой теме. Теперь Pink хотелось бы увидеть как циркачи пакуют их багаж», — говорит представитель PETA Дэн Мэтьюс.
В интервью с VH1 Pink сказала: «Бедный слоник…огромный слон, он такой милый, и я видела, как больно ему опускаться вниз на эти руки и колени, а я так и сказала: „Вы можете этого больше не делать? Я думаю, у нас достаточно дублей. Слону уже хватит.“ А дрессировщик ответил: „О, ему нравится это“. А я ему: „А вы откуда знаете, что нравится?“… Мне это не понравилось. Я больше не буду этого делать. … Никаких больше животных». Когда разговор зашёл о различных стилях клипов, Pink сказала: «Этот очень мрачный и вычурный, у меня были черные волосы, это было прикольно. Мне понравилось. Это другая сторона, на которой я раньше не заостряла внимания».
В цензурной версии клипа/песни изменено «Can’t stay on your morphine, it’s making me itch» (рус. Не могу торчать на твоем морфии, у меня на него аллергия) на «Can’t stay on your life support, it’s making me itch» (рус. Не могу полагаться на твою поддержку в жизни, у меня на неё аллергия), и изменили «bitch» (рус. стерва) на «switch» (рус. обманщица). Рот Pink только один раз замазан в цензурной версии, когда она говорит «bitch» примерно на 2 минуте 45 секунде в клипе.

## Кавер-версии
- Евроданс трио Cascada записало кавер-версию для европейского и японского выпуска их альбома 2007 года Perfect Day.

## Форматы и трек-листы
- Американский CD Сингл

1. «Just like a Pill» (Альбомная Версия) — 3:57
2. «Just like a Pill» (Инструментальная) — 3:52
3. «Don’t Let Me Get Me» (Ernie Lake Ext Club Vox) — 5:49

- Канадский CD Сингл

1. «Just like a Pill» (Главная Версия) — 3:57
2. «M!ssundaztood» (Альбомная версия)- 3:36

- Великобританский/Европейский CD Сингл

1. «Just like a Pill» (Радио Версия) — 3:57
2. «Just like a Pill» (Jacknife Lee Remix) — 3:46
3. «Get the Party Started» (Live At La Scala) — 3:17
4. «Just like a Pill» (Клип)

- Великобританский/Европейский 12" сингл

1. «Just like a Pill» (Радио Версия) — 3:57
2. «Just like a Pill» (Jacknife Lee Remix) — 3:46
3. «Just like a Pill» (Numb LP Version) — 3:08
4. «Just like a Pill» (Jacknife Lee Instrumental) — 3:46

## Чарты
В UK singles chart это был первый британский хит номер 1 Pink до «So What» (2008).
| Чарт (2002)                                         | Наивысшая позиция |
| --------------------------------------------------- | ----------------- |
| Austrian Singles Top 75                             | 2                 |
| Belgium UltraTop 50                                 | 5                 |
| Canadian Singles Chart                              | 4                 |
| Denmark Singles Top 20                              | 10                |
| Dutch Top 40                                        | 6                 |
| Finland Top 20 Singles                              | 19                |
| French Top 100 Singles                              | 29                |
| Germany Top 100                                     | 2                 |
| Hungarian Singles Chart                             | 6                 |
| Irish Singles Chart                                 | 2                 |
| Norwegian Top 20 Singles                            | 7                 |
| Swedish Top 60 Singles                              | 5                 |
| Swiss Singles Top 100                               | 6                 |
| UK Singles Chart                                    | 1                 |
| Американский Billboard Hot 100                      | 8                 |
| Американский Billboard Top 40 Mainstream            | 2                 |
| Американский Billboard Top 40 Tracks                | 3                 |
| Американский Billboard Adult Top 40                 | 19                |
| Американский Billboard Latin Tropical/Salsa Airplay | 20                |
| Американский Billboard Latin Pop Airplay            | 30                |
| Американский Billboard Rhythmic Top 40              | 34                |
| Чарт (2009)                                         | Наивысшая позиция |
| Australian ARIA Singles Chart                       | 97                |

### Сертификации
| Страна        | Сертификация | Продажи   |
| ------------- | ------------ | --------- |
| Австрия       | Золото       | 15,000+   |
| Норвегия      | Золото       | 5,000+    |
| По всему миру | Платина      | 3,300,000 |